# Codonopsis tsinlingensis
Codonopsis tsinlingensis är en klockväxtart som beskrevs av Ferdinand Albin Pax och Käthe Hoffmann.
Codonopsis tsinlingensis ingår i släktet Codonopsis och familjen klockväxter. Inga underarter finns listade i Catalogue of Life.